# 소앤틸리스이구아나
소앤틸리스이구아나(Lesser Antillean iguana)는 소앤틸리스 제도 고유의 대형 수목 도마뱀이다. 이구아나속의 세 종 중 하나이며 서식지 파괴, 야생 포식자 유입, 사냥, 도입 자매 종인 녹색이구아나와의 교배로 인해 심각한 쇠퇴를 겪고 있다. 이 종의 성공적인 포획 번식은 대부분의 포획 알이 불임인 경향이 있기 때문에 단 두 가지 경우로 제한되었다.
다른 일반적인 이름으로는 소앤틸리스녹색이구아나(Lesser Antillean green iguana) 또는 서인도이구아나(West Indian iguana)가 있다.

## 해부학 및 형태학
소앤틸리스이구아나는 녹색이구아나보다 더 막힘이 있고 짧아진 얼굴을 가지고 있으며 녹색이구아나의 꼬리를 따라 존재하는 독특한 줄무늬 패턴이 없다. 이 두 종을 가장 쉽게 구별하는 특징은 녹색이구아나가 각 귀구멍 아래에 있지만 소앤틸리스이구아나에게는 없는 크고 둥근 비늘이다.
소앤틸리스이구아나는 섬 개체군마다 색이 다르지만 기본 색은 회색인 경향이 있으며 아래쪽에 녹색이 점철되어 있다. 머리에는 크고 창백한 상아색 비늘이 있다. 수컷의 턱은 분홍색이고 눈 주위의 비늘은 파란색이다. 수컷은 번식기에 페로몬을 내뿜는 각 허벅지 안쪽을 따라 대퇴 구멍이 있다. 수컷은 암컷보다 크고 길이가 40cm이며 다 자라면 꼬리가 80cm이다. 암컷은 이 크기의 3분의 2이다.